# Ana Hina
Ana Hina è un album in studio della cantante belga Natacha Atlas, pubblicato nel 2008.

## Tracce
1. Ya Laure Hobouki
2. Beny Ou Benak Eih
3. Ana Hina
4. La Shou El Haki
5. Black is the Colour
6. Le Teetab Alayi
7. La Vida Callada (con Clara Sanabras)
8. Hayati Inta Reprise (Hayatak Ana)
9. El Asil
10. Lammebada
11. He Hesitated
12. El Nowm